# Herbert Emmitt
Herbert William Emmitt (6 tháng 8 năm 1857 – 1901) là một cầu thủ bóng đá người Anh thi đấu ở Football League cho Notts County. Ông cũng thi đấu cricket cho Nottinghamshire, có 2 trận first-class năm 1884. Ông cũng có 1 trận first-class cho North năm 1888.